# 上因泰尔维谷

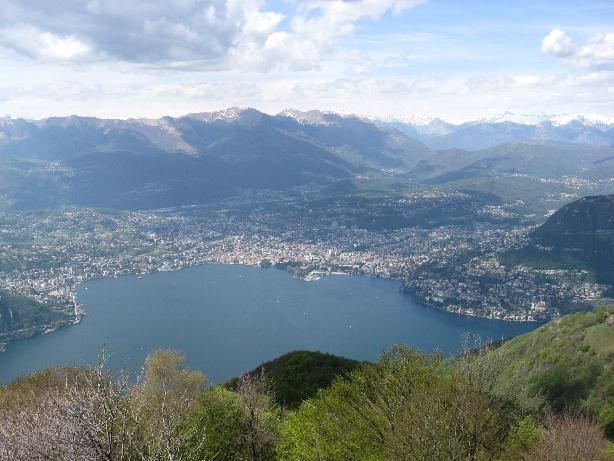
风景

上因泰尔维谷（義大利語：Alta Valle Intelvi）是意大利伦巴第大区科莫省的市镇。面积为24.95平方公里，人口数量为2,939人（2017年）。本市镇是在2017年1月1日由兰佐丁泰尔维、佩廖因泰尔维和兰波尼奥韦尔纳三个市镇合并而成。